# 財政部南區國稅局澎湖分局
財政部南區國稅局澎湖分局（英語：Penghu Branch, National Taxation of Southern Area, Ministry of Finance），舊名財政部臺灣省南區國稅局澎湖縣分局，中華民國行政院財政部南區國稅局所屬單位，服務轄區有澎湖縣一市五鄉，計有馬公市、湖西鄉、白沙鄉、西嶼鄉、望安鄉及七美鄉。
23°33′56″N 119°34′42″E / 23.565627°N 119.578441°E

## 澎湖稅務沿革

### 清領時期
澎湖自臺灣清領時期關於徵稅的文獻紀錄較為詳盡，清代澎湖廳以地丁稅、鹽稅、雜稅為主要稅金收入，因澎湖面積不大、土地貧瘠，歲入幾乎是全清帝國繳納金額最少的廳級單位，連地方辦公經費也不足以應付，多仰賴臺灣本島各縣府撥款接濟，雖然鹽課收入相對高，但幾乎拿去替在澎湖駐防的兵丁貼補加餉，對民生幫助有限。:1-13

### 日治時期

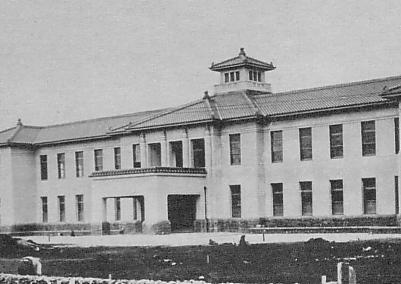
昭和九年（1934年）落成的澎湖廳舍外觀。民國38年至51年（1949年－1962年），稅捐業務皆在縣府內辦公室的財政科辦理。

1895年，因清廷簽訂〈馬關條約〉之故，清、日易幟，臺灣、澎湖群島換由日本帝國統治。日本引進西方的財政體系，導入預算制度，將中央和地方的財政稅收獨立出來，新設立的澎湖廳行政組織在明治31年（1898年）啟用，由總務課負責編列、分配預算，會計課負責預算執行、決算編制等事宜。澎湖廳財政會計年度自每年4月1日起，迄於次年3月31日，一般預算會經澎湖廳協議會討論，再呈報予臺灣總督府核定執行；決算書亦需向協議會和臺灣總督府報告後，再公告決算。:15-16
綜觀日治時期，地方制度雖然幾經變革，在戰爭爆發之前，澎湖廳在教育上支出佔大半比例。昭和12年（1937年）之後，因應日本對外戰事屢起，為了籌募加增的軍費，日本國內各地陸續有提高稅率、開徵新稅等措施，連帶澎湖廳財政也受到影響，戰爭後期更常有被動員興築防空壕、挖坑道等軍事支出。:68-69

### 中華民國時期

#### 戰後初期

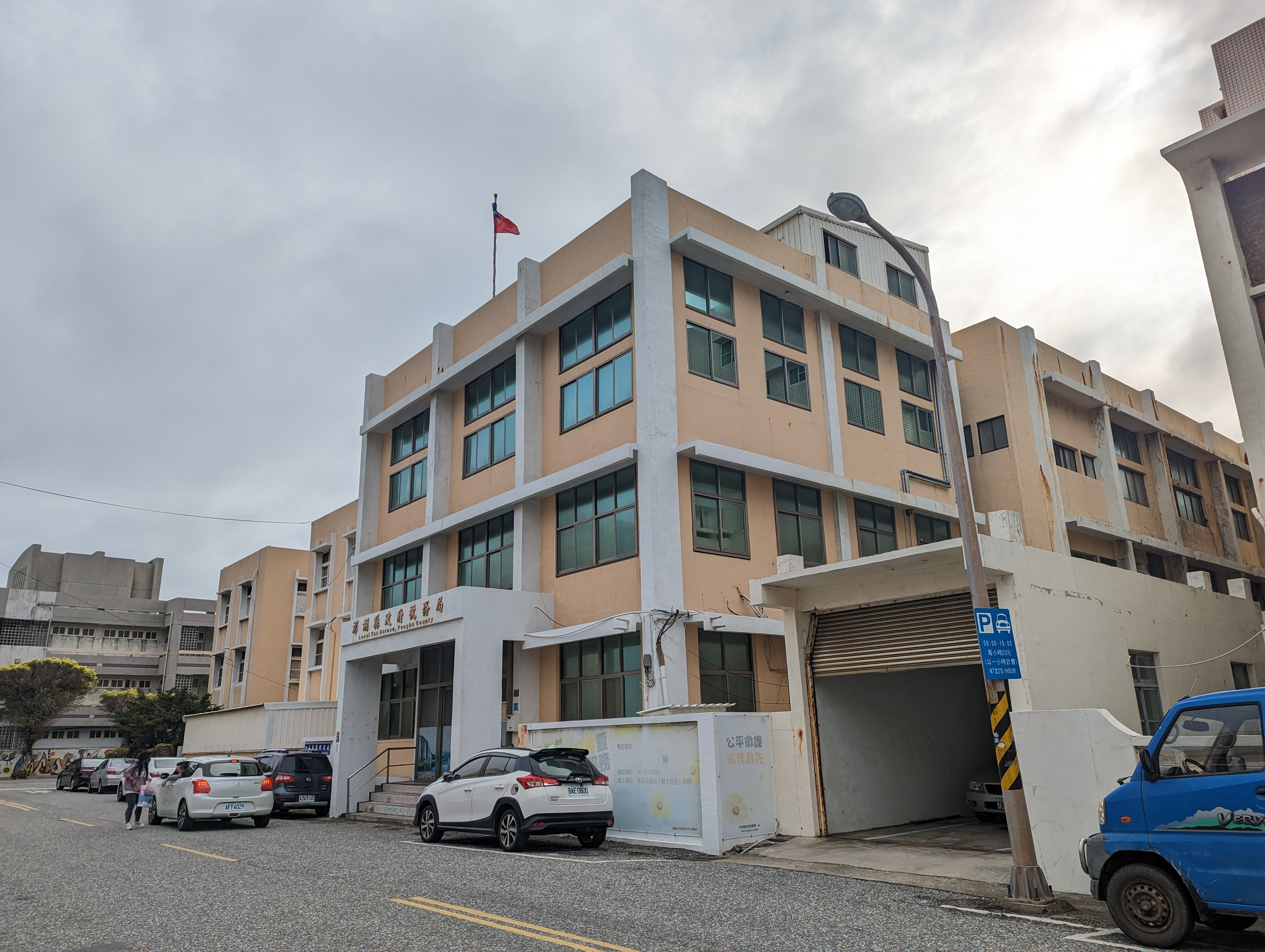
澎湖縣政府稅務局辦公署建築外觀，地址：澎湖縣馬公市中興里治平路17號。

1945年，日本帝國在二戰中戰敗，中華民國接收台灣、澎湖，行政組織一應調整。民國35至40年（1946年－1951年）間為日本與國民政府組織編制的過渡期，財政方面主要分成「國省稅」和「地方稅」，國稅、省稅另可拆分，不過國稅常常委託省政府代徵。戰後初期，「國省稅」沿用不少日治時期即有的稅目，亦新增不少原中華民國大陸政府時期課稅項目，其中有一「統籌分配稅」制度為中華民國政府引介，即將「國省分配稅」、「國省附加稅」提撥若干比例做為轄下縣市的地方收入，作為調節鄉鎮的財政所用。:74-77
民國35年（1946年）3月，澎湖設立「澎湖縣稅捐稽徵所」，同時受臺灣省政府財政廳、澎湖縣政府財政科監督與指導，同年12月組織擴編，更名「澎湖縣稅捐稽徵處」。民國38年（1949年），澎湖縣政府鑒於澎湖工商業不發達、稅源有限，業務縮編，將稅捐稽徵處裁撤，原先業務移併至澎湖縣財政科負責。
民國39年（1950年）6月25日，韓戰爆發之後，美國開始恢復提供中華民國政府經濟以及軍事援助，由於美國財政會計年度是採需跨年度「七月制」，亦即每一年的上半年總預算案經美國國會通過之後，每年七月才能進行撥款，原本中華民國接收台灣後，台灣政府的會計年度一直採行「曆年制」，為方便中央編制預算能將美援金額列入考量，自民國42年（1953年）6月20日預算法公布，將會計年度調整成「七月制」；而國營企業的會計年度仍採「曆年制」，直到民國60年（1971年）才統一改成「七月制」。
但根據《澎湖縣政府稅務局史》一書資料，中華民國政府公佈政府的財政會計年度採「七月制」時間是在民國48年（1959年）8月12日。:36

#### 臺灣省政府時期
民國52年（1963年）7月1日，澎湖縣再度設立稅務單位，由臺灣省政府開辦澎湖縣稅捐稽徵處（俗稱「稅捐處」），首任處長為省政府派任的蔣文雄，初時辦公室設於馬公市中華路段，同月21日開始興建新的辦公廳、9月28日首度開徵「地價稅」與「戶稅」。民國67年（1978年），澎湖地區全面頒訂規定地價。民國69年（1980年），中央財政部推動地方稅務電腦化作業，故於民國72年（1983年），委託逢甲大學，替澎湖稅捐處辦理建構房屋稅、土地稅稅籍的檔案建置。民國81年（1992年）元月，原稅務違章案件裁罰係由澎湖地方法院民事法庭審理，改由澎湖稅捐處負責裁罰。

#### 行政院財政部時期

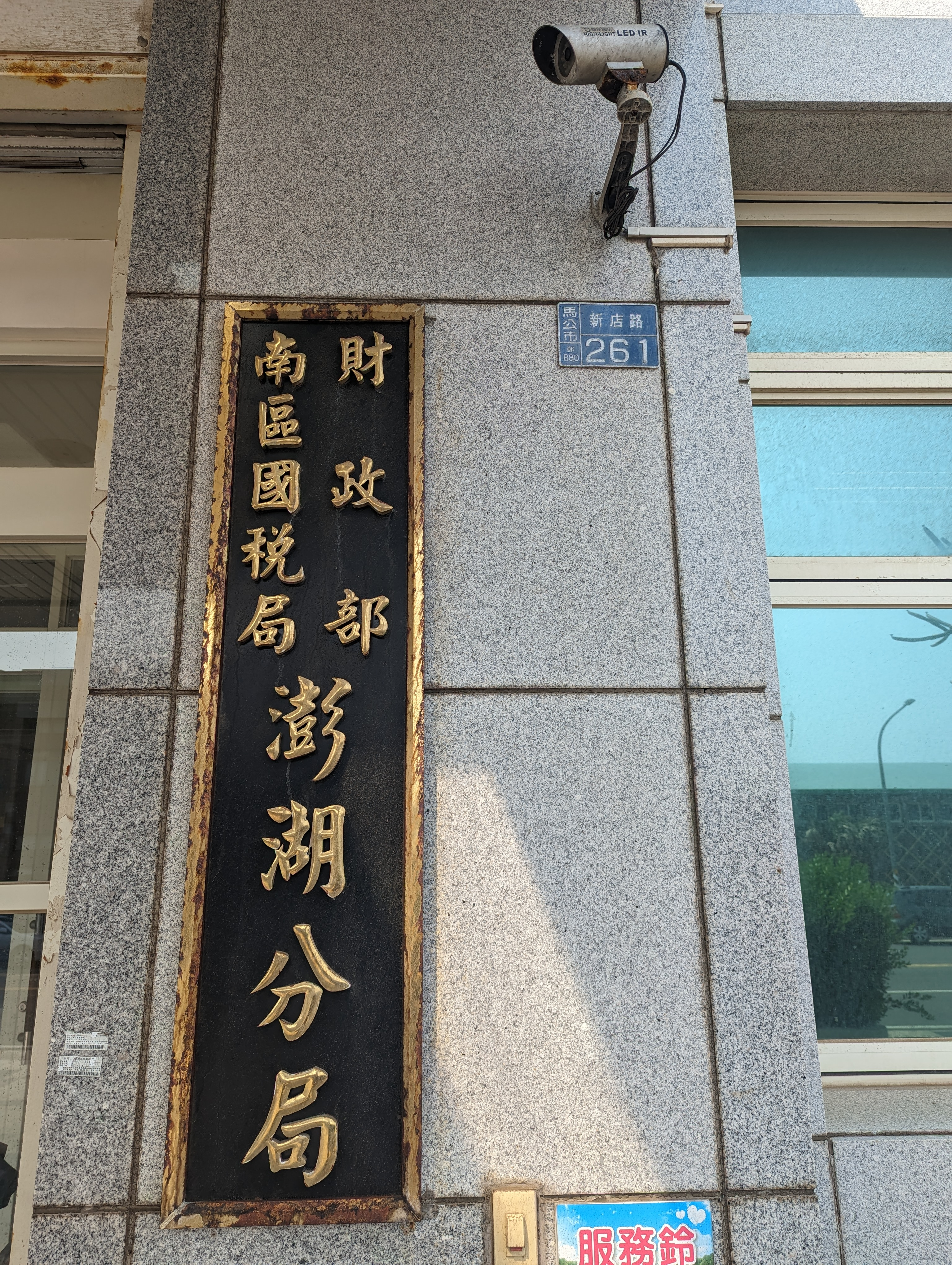
「財政部南區國稅局澎湖分局」之立牌。

民國81年（1992年）同年9月1日，行政院的財政部設立臺灣省北區、中區、南區的國稅局，經一連串臺灣省政府功能業務與組織調整，原國稅徵收業務委由臺灣省政府代徵之業務，悉數收回予國稅局辦理，澎湖地區被劃分至臺灣省南區國稅局，因應成立「財政部臺灣省南區國稅局澎湖縣分局」，首任分局長為辛純浩。:135-137
民國85年（1996年），中華民國政府修改財政會計年度，將原本「七月制」更易為「曆年制」，並於民國88年（1999年）正式實施。同年，中華民國政府實施「精省」，原臺灣省政府功能虛級化，財政稅收等業務也一併重新分配，民國89年（2000年）1月，澎湖縣稅捐稽徵處自臺灣省政府財政廳脫離。
澎湖縣政府的稅務機關原本主要業務及處理稅徵，自民國53年（1964年）會計年度之後皆有稅徵紀錄，稽徵項目幾經增減變革，又逢民國81年（1992年）九月間民國89年（2000年）元月起自臺灣省政府稅務局單位移轉、改澎湖縣政府管轄，逢財政會計年度採計變動（跨年度「七月制」改成單一年度的「曆年制」），其他原澎湖稅務局部份稽徵項如營業稅在民國92年（2003年）1月也挪移至財政部南區國稅局負責。

## 組織編制與業務內容
民國81年（1992年）9月1日，負責澎湖地區徵收國稅業務的「財政部臺灣省南區國稅局澎湖縣分局」正式成立，而澎湖縣政府稅務單位（即澎湖縣稅捐稽徵處），負責國稅業務人員亦移撥至國稅局澎湖縣分局，當時因應國稅、地方稅分隸移撥國稅局名冊，員額有19名，實際調動人員有16名。:8-10
民國92年（2003年）1月1日，因應「營業稅」移歸國稅，原澎湖縣稅捐處相關業務負責人員，再度移撥至國稅局單位，此次移撥員額有10名，實際調動人員有8名。:8-10
民國100年（2011年）6月1日施行特種貨物及勞務稅，負責稽徵之國稅有營利事業所得稅、綜合所得稅、營業稅、遺產稅、贈與稅、證券交易稅、期貨交易稅、貨物稅、菸酒稅、特種貨物及勞務稅等十種稅目。
民國102年（2013年）1月1日，配合行政院組織調整，更名為「財政部南區國稅局澎湖分局」，並更進一步將所屬分局及稽徵所中，原按編號設置的第一課（股）、第二課（股）、三課（股）或第四課（股）名稱，改以業務功能命名，分別更名為「營所遺贈稅課（股）」、「綜所稅課（股）」、「銷售稅課（股）」及「服務管理課（股）」或「工商稅股」。
根據民國94年（2005年）出版的《續修澎湖縣志．卷十．財政志》一書，澎湖分局編制員額為37人，設分局長、祕書一員，下轄兩室（人事室、會計室）、三課。:135-136而民國102年（2013年）1月1日，澎湖分局編制名額為21人，其中分局長1名、秘書1名、課長2名、稅務員11名、助理員2名、人事室主任1名，主計室則編有3名，分別是主任1名、課員1名以及書記1名。
民國109年（2020年）1月3日南區國稅局公告澎湖分局組織資訊，則設分局長、秘書（納保官），二室（主計室 、人事室） 以及二課（工商稅課、服務管理課），其業務內容如下表：
| 主管職稱 | 主管職稱        | 主管職稱 | 課室名稱   | 業務內容 |
| -------- | --------------- | -------- | ---------- | --- |
| 分局長   | 秘書 （納保官） | 課長     | 服務管理課 | 為民服務、租稅教育、綜合所得稅、證券交易稅、期貨交易稅、 房地合一申報、執行業務、扣繳申報、欠稅管理、全功能櫃檯，兼辦政風。 |
| 分局長   | 秘書 （納保官） | 課長     | 工商稅課   | 營利事業所得稅、遺產及贈與稅、營業稅、貨物稅、菸酒稅、特種貨物及勞務稅。                                                    |
| 分局長   | 秘書 （納保官） | 主任     | 主計室     | 歲計、會計 |
| 分局長   | 秘書 （納保官） | 主任     | 人事室     | 任免遷調、銓審動態、考核獎勵、待遇福利、退休撫卹                                                                            |

### 歷任首長
| 任別 | 姓名   | 上任日期       | 卸任日期       | 備註                                          |
| ---- | ------ | -------------- | -------------- | --------------------------------------------- |
| 01   | 辛純浩 | 1992年9月1日   | 1994年10月1日  | 兼代                                          |
| 02   | 何瑞芳 | 1994年10月1日  | 1995年11月24日 |                                               |
| 03   | 辛純浩 | 1995年11月24日 | 1996年1月15日  | 兼代                                          |
| 04   | 李燈坤 | 1996年1月15日  | 2000年1月1日   |                                               |
| 05   | 陳炳秋 | 2000年1月1日   | 2001年7月16日  |                                               |
| 06   | 吳正治 | 2001年7月16日  | 2002年12月31日 |                                               |
| 07   | 王建得 | 2002年12月31日 | 2004年1月16日  |                                               |
| 08   | 陳萬枝 | 2004年1月16日  |                | 任內籌辦辦公署                                |
| 09   | 胡錦康 |                |                |                                               |
| 10   | 羅斌賢 | 2006年1月16日  |                |                                               |
| 11   | 盧貞秀 |                |                | 任內辦公署完工                                |
| 12   | 蘇献煌 |                |                |                                               |
| 13   | 郭明憲 |                |                | 行政組織改名， 全銜「財政部南區國稅局澎湖分」 |
| 14   | 邱伶冠 |                |                |                                               |
| 15   | 蘇栢玉 |                |                |                                               |
| 16   | 鄭淑華 |                |                |                                               |
| 17   | 黃錦淞 | 2018年6月29日  |                |                                               |
|      | 黃福隆 |                |                |                                               |
|      | 楊惠旭 |                |                |                                               |
|      | 蘇金雀 |                |                |                                               |

## 辦公大樓
民國81年（1992年）9月1日，南區國稅局澎湖分局成立伊始，與澎湖縣政府的稅捐稽徵處共用同一座辦公署，地址為澎湖縣馬公市中興里治平路17號。後歷經多任分局長籌畫另覓他地自建辦公大樓事宜，民國93年（2004年）3月，行政院核准無償撥放馬公市西文澳土地供澎湖分局蓋辦公署，遂於第8任分局長陳萬枝與繼任胡錦康任內籌辦規劃。民國96年（2007年），第10任分局長羅斌賢任內期間，在9月11日動工。民國97年（2008年）12月竣工，並於翌年（2009年）4月8日遷入今址，地址為澎湖縣馬公市西文里新店路261號。該辦公大樓為地下一層、地下四層的建築，基地面積2378.76平方公尺、建築總面積5640平方公尺，工程經費新台幣1億5322萬1000元，竇國昌建築事務所設計監造、棟樑營造有限公司承造，內政部營建署專案管理。

## 圖輯

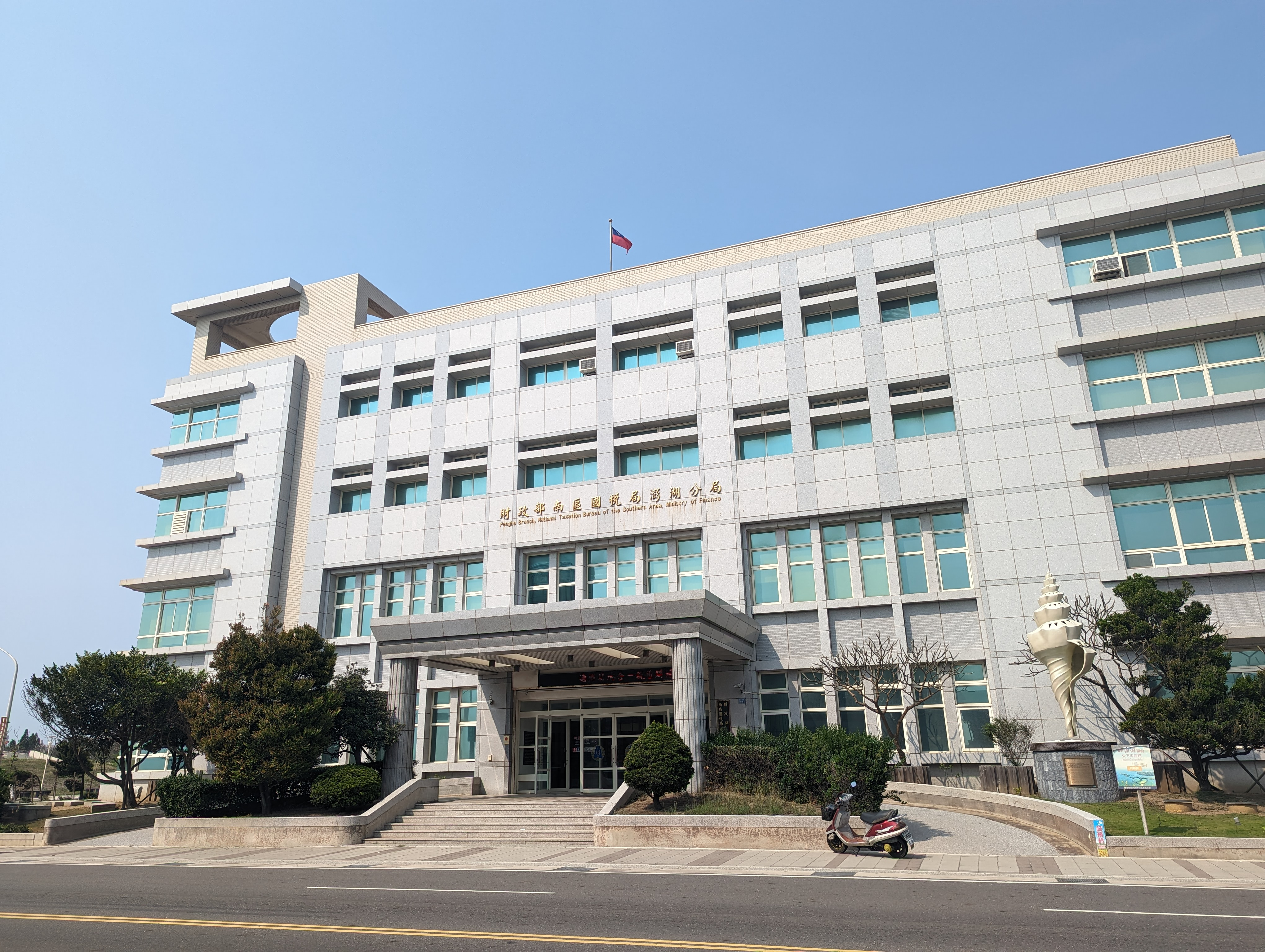
澎湖分局：新店路大門
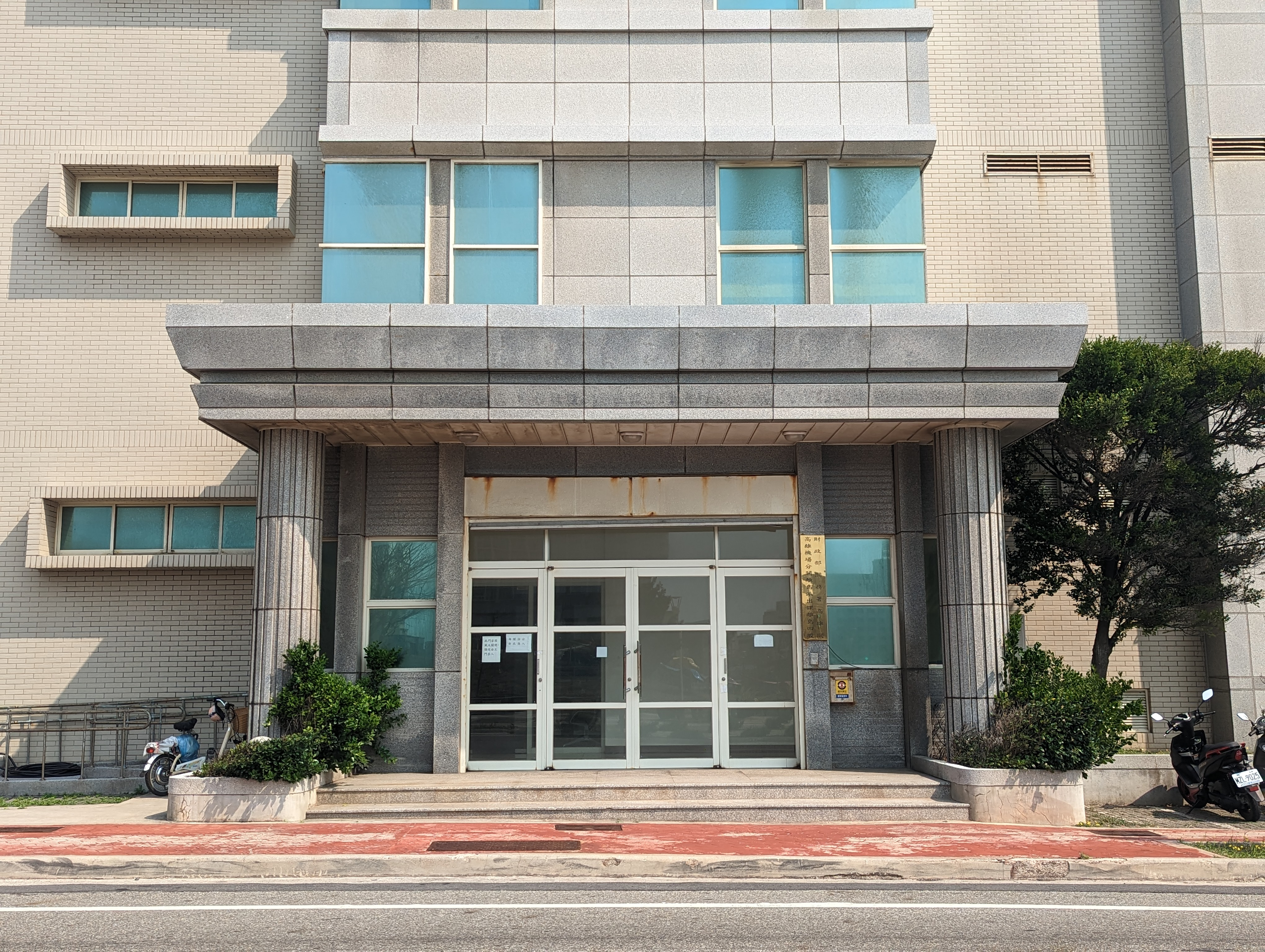
關稅署離島四股入口
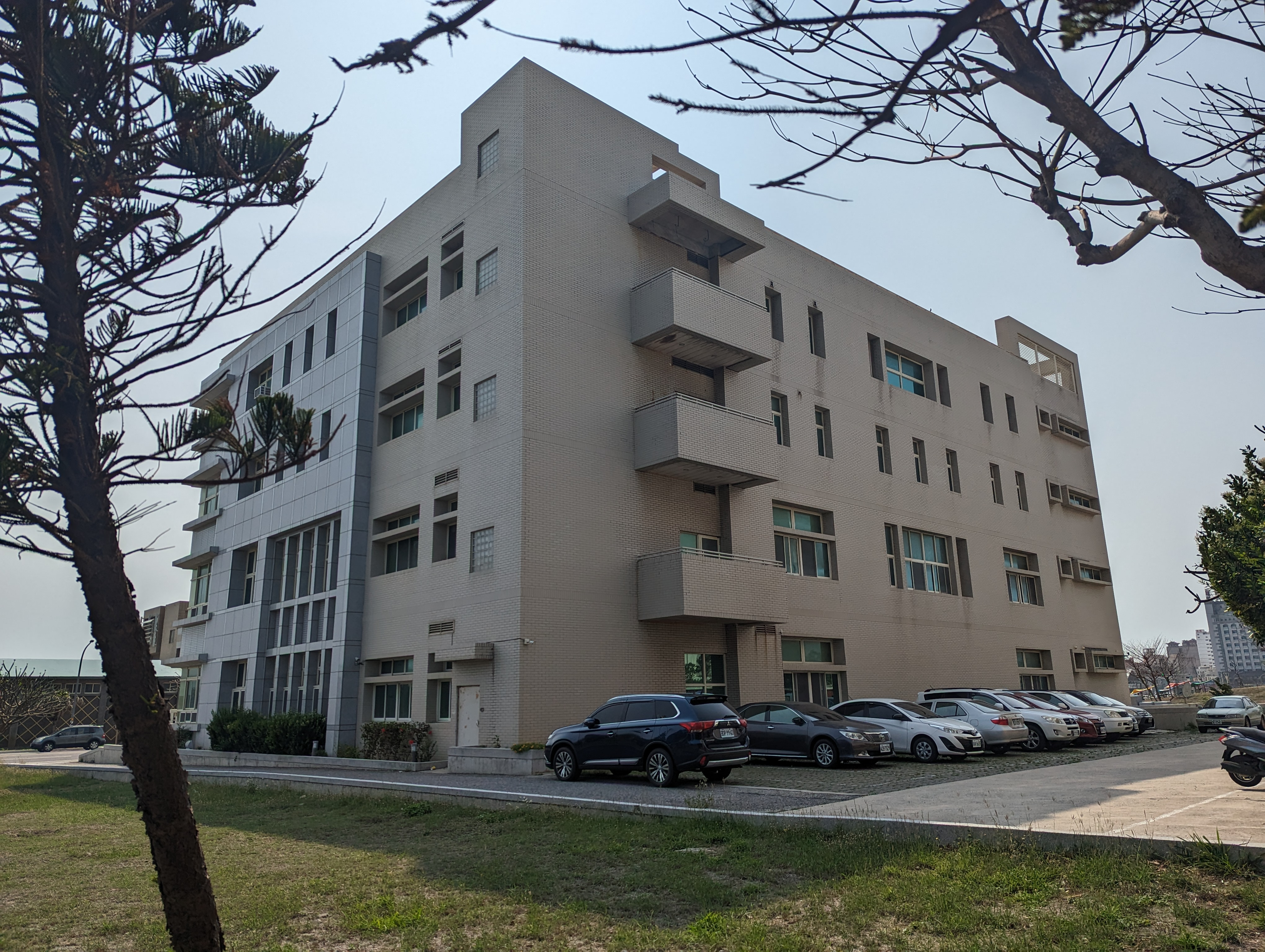
辦公大樓停車場
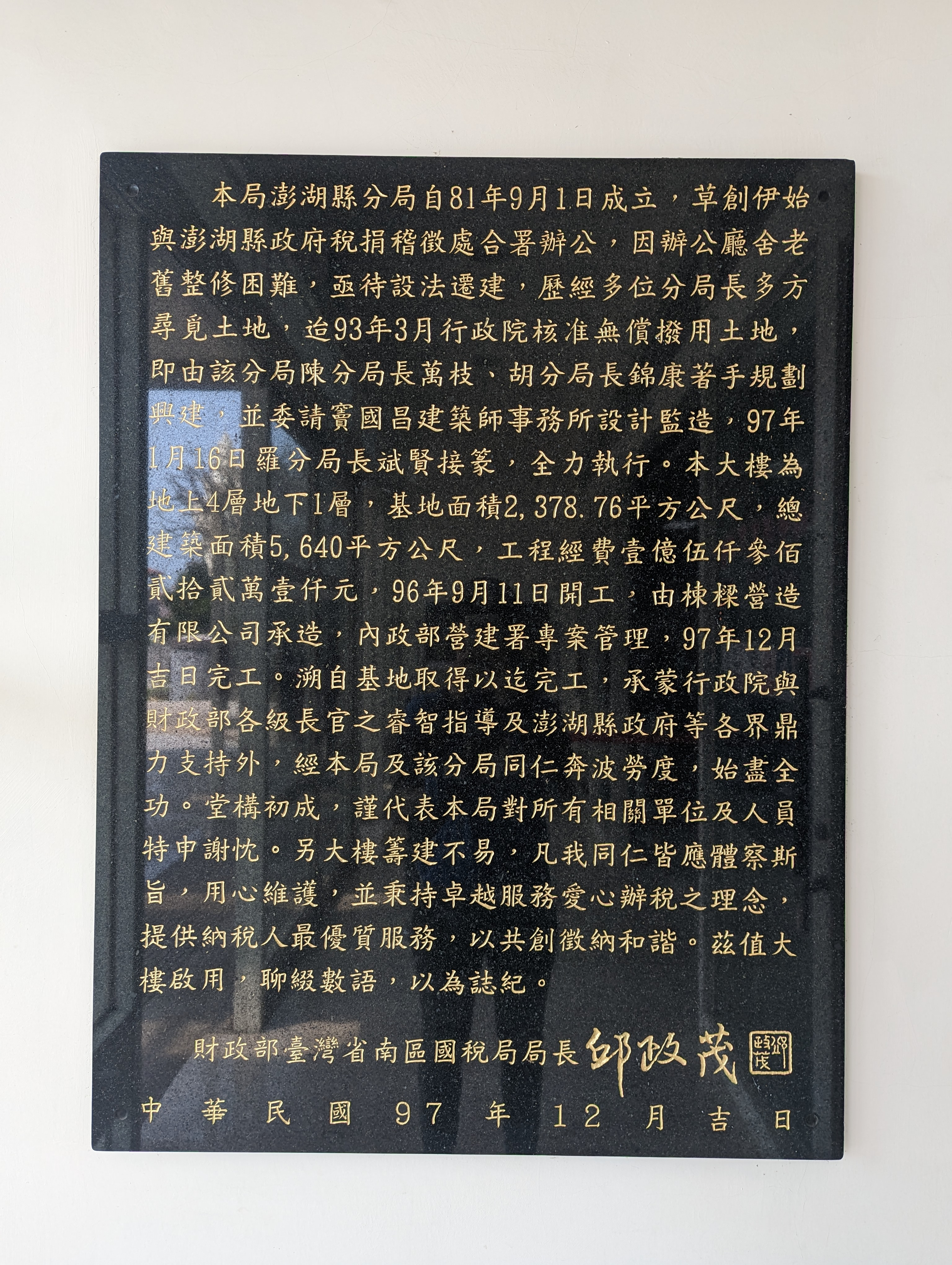
辦公大樓落成碑誌
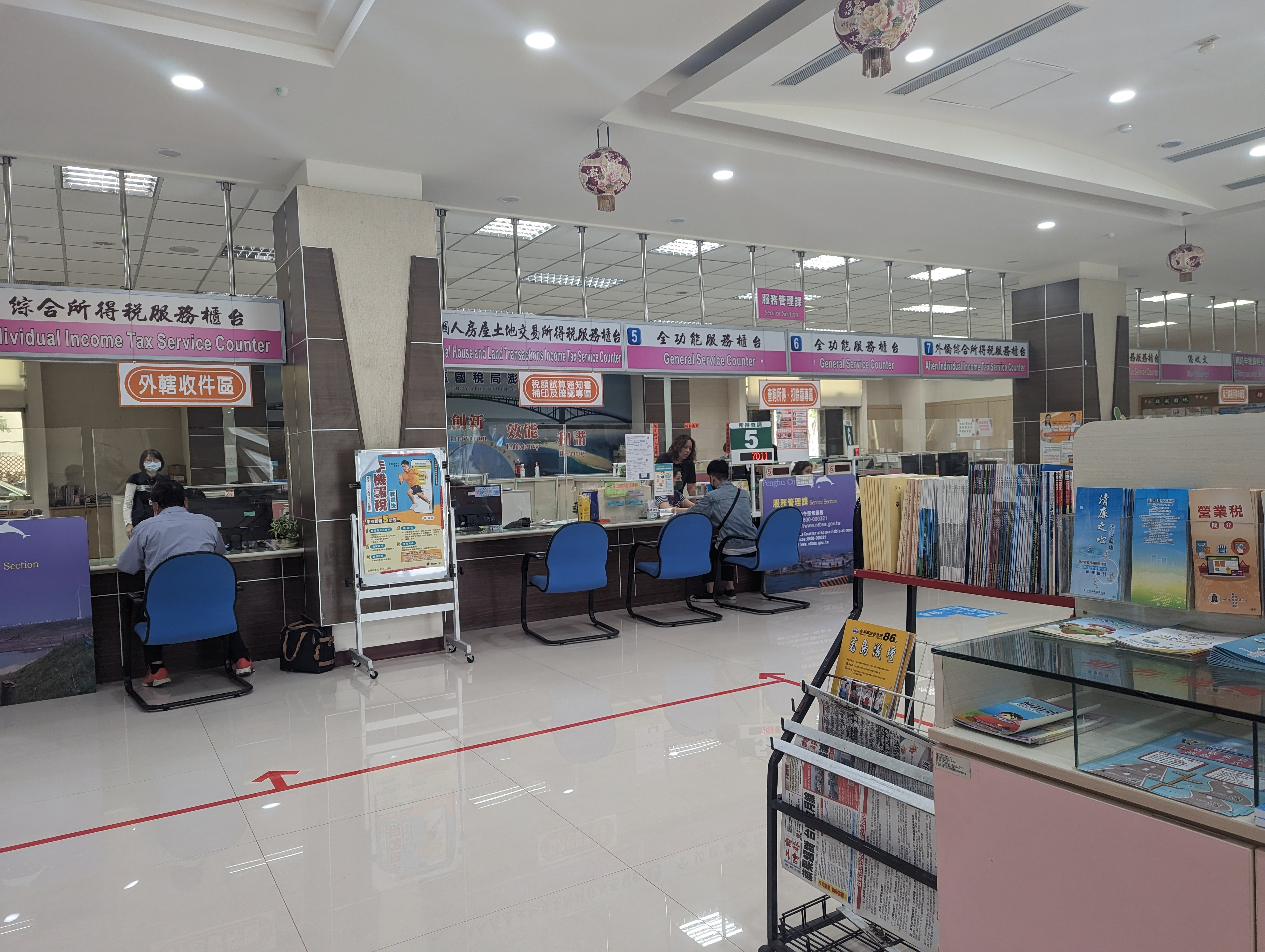
澎湖分局一樓內部
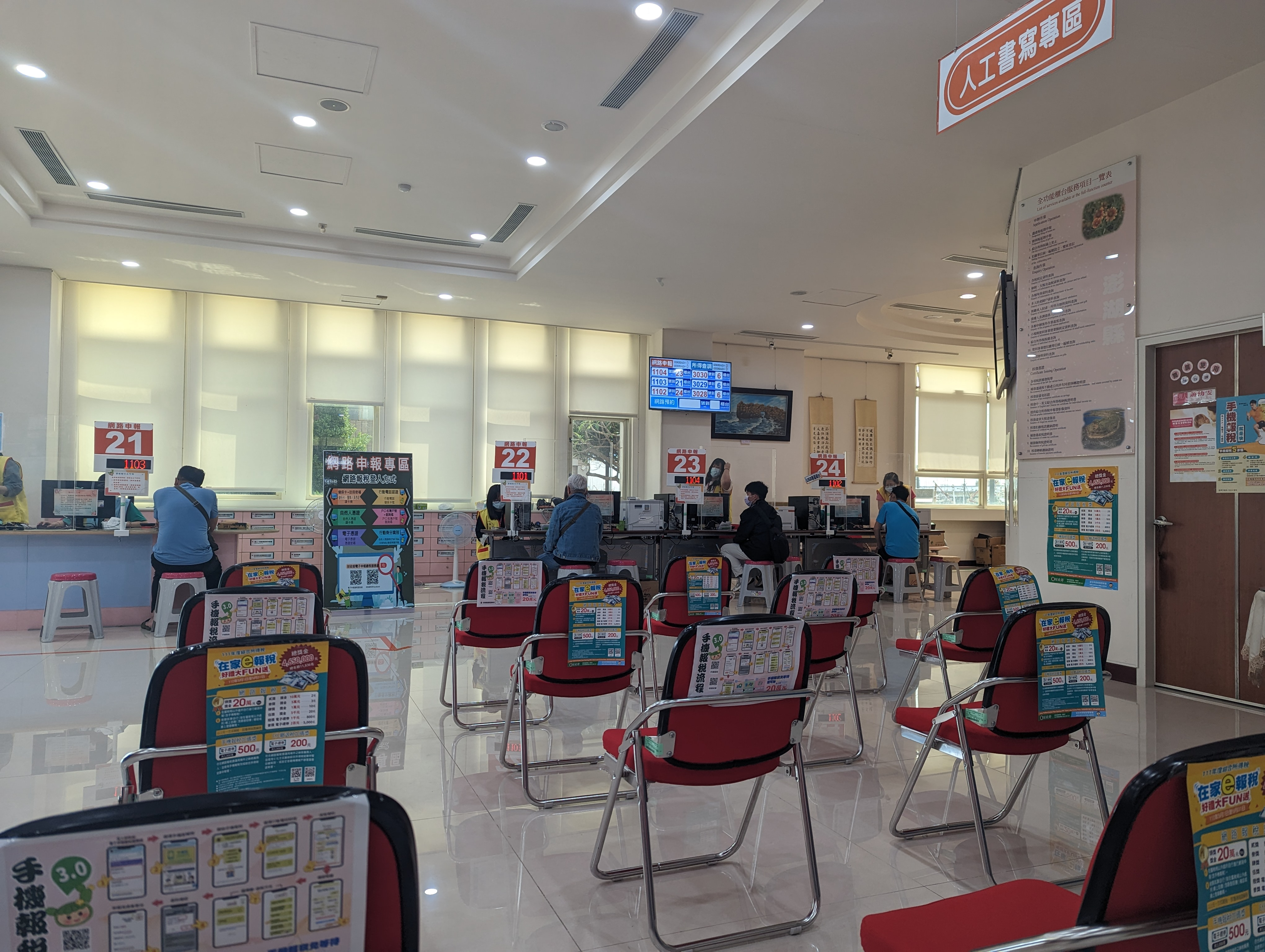
澎湖分局一樓內部

## 外部連結
- 財政部南區國稅局
- 南區國稅局的Facebook專頁